# Wenzelspladsen
Wenzelspladsen (tjekkisk:  Václavské náměstí ?) er en af de større pladser i Prags nyere bydel. Pladsen er samtidig centrum for hovedstadens forretnings- og kulturområde. Wenzelspladsen har dannet rammen om mange historiske begivenheder, ligesom der ofte afholdes demonstrationer på pladsen. Pladsen er navngivet efter Skt. Wenzel af Bøhmen. 
Pladsen er nærmere en boulevard end en egentlig plads, idet den er rektangulær. For enden af pladsen finder man det nyklassisistiske tjekkiske Nationalmuseum. Midt på pladsen findes en skulptur af Skt. Wenzel, som er udformet i 1887 af Josef Václav Myslbek. Andre markante bygningsværker på eller nær pladsen tæller Hotel Europa, som er opført i art nouveau-stil, Palác Koruna, som er et kontorhus og shoppingcenter samt den gotiske katolske kirke, Kostel Panny Marie Sněžné.
Man kan komme til pladsen med alle tre metrolinjer ved at tage til enten Muzeum eller Můstek.
50°04′56″N 14°25′34″Ø / 50.082308°N 14.426141°Ø